# Grand Prix automobile de Suisse
Pour les articles homonymes, voir Grand Prix de Suisse.
Le Grand Prix automobile de Suisse a compté pour le championnat du monde de Formule 1 de 1950 à 1954 puis en 1982.

## Historique

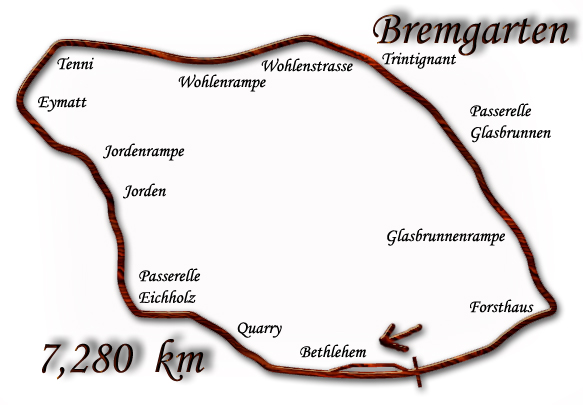
Le circuit de Bremgarten

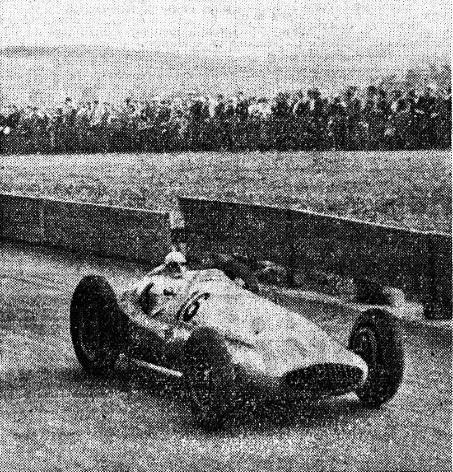
Hermann Lang, vainqueur du Grand Prix de Suisse 1939.

Dans les années 1950, le Grand Prix de Suisse se tenait dans le parc de Bremgarten, près de Berne, en Suisse. Le circuit, technique et rapide, était redouté par les pilotes en raison de son caractère très dangereux. Tracé en grande partie au milieu d'une forêt, il offrait une luminosité changeante tout au long de ses 7,280 km. Il empruntait également une section pavée, véritable patinoire en cas de pluie. 
À la suite de la tragédie des 24 heures du Mans 1955, les autorités suisses interdirent les courses sur circuit sur leur territoire et le Grand Prix disparut du calendrier tandis que le circuit fut abandonné. Aujourd'hui, la portion de la ligne de départ à l'entrée de la forêt du parc a été remplacée par une autoroute.
Le Grand Prix de Suisse fit sa réapparition de manière ponctuelle, en 1975 et en 1982, en France, sur le circuit de Dijon-Prenois.
Lors de la saison suivante, le Grand Prix de Suisse était programmé à la date du 10 juillet, à Dijon-Prenois, mais est annulé à la suite du refus de la télévision française de retransmettre la course.

## Palmarès
Les évènements qui ne faisaient pas partie du championnat du monde de Formule 1 sont indiqués par un fond rose ; les évènements qui faisaient partie du championnat d'Europe des pilotes avant guerre sont indiqués par un fond jaune.
| Année     | Vainqueur           | Écurie        | Circuit       | Résultats |
| --------- | ------------------- | ------------- | ------------- | --------- |
| 1934      | Hans Stuck          | Auto Union    | Bremgarten    | résultats |
| 1935      | Rudolf Caracciola   | Mercedes-Benz | Bremgarten    | résultats |
| 1936      | Bernd Rosemeyer     | Auto Union    | Bremgarten    | résultats |
| 1937      | Rudolf Caracciola   | Mercedes-Benz | Bremgarten    | résultats |
| 1938      | Rudolf Caracciola   | Mercedes-Benz | Bremgarten    | résultats |
| 1939      | Hermann Lang        | Mercedes-Benz | Bremgarten    | résultats |
| 1940-1946 | Non couru           | Non couru     | Non couru     | Non couru |
| 1947      | Jean-Pierre Wimille | Alfa Romeo    | Bremgarten    | résultats |
| 1948      | Carlo Felice Trossi | Alfa Romeo    | Bremgarten    | résultats |
| 1949      | Alberto Ascari      | Ferrari       | Bremgarten    | résultats |
| 1950      | Giuseppe Farina     | Alfa Romeo    | Bremgarten    | résultats |
| 1951      | Juan Manuel Fangio  | Alfa Romeo    | Bremgarten    | résultats |
| 1952      | Piero Taruffi       | Ferrari       | Bremgarten    | résultats |
| 1953      | Alberto Ascari      | Ferrari       | Bremgarten    | résultats |
| 1954      | Juan Manuel Fangio  | Daimler-Benz  | Bremgarten    | résultats |
| 1955-1974 | Non couru           | Non couru     | Non couru     | Non couru |
| 1975      | Clay Regazzoni      | Ferrari       | Dijon-Prenois | résultats |
| 1976-1981 | Non couru           | Non couru     | Non couru     | Non couru |
| 1982      | Keke Rosberg        | Williams-Ford | Dijon-Prenois | résultats |

L'édition de 1948 était également le Grand Prix d'Europe de la saison (titre honorifique)